# ミスタージョン
ミスタージョン株式会社（Mr. JOHN）は三重県津市に本社を置き、三重県全域、和歌山県と滋賀県の一部でホームセンターを展開していた企業。2006年にコメリに吸収合併され解散した。2004年2月まではジャスダック（証券番号：7543）に上場していた。
上場廃止の1年前にあたる2003年（平成15年）3月期のコメリ中間決算では、ミスタージョンの黒字化がコメリの連結での売上高の大幅な増益に貢献した。

## 沿革
- 1966年（昭和41年）7月23日 - 創業者が津市垂水の国道23号沿いにレストラン垂水ガーデンを開店[2]。
- 1971年（昭和46年）
  - 6月1日 - 垂水スポーツガーデン株式会社（たるみスポーツガーデン）設立。
  - 12月20日 - 垂水ガーデンに隣接して、ボウリング場タルミスカイレーンが開場[3]。
- 1974年（昭和49年）頃 - タルミスカイレーンが休業[4]。
- 1975年（昭和50年）
  - 5月2日 - 旧タルミスカイレーン跡にホームセンターミスタージョン1号店が開店[5]。
  - 7月 - ミスタージョン株式会社に商号変更。
  - 9月 - 建設業認可、営繕業務開始。
- 1987年（昭和62年）11月 - 物流センター開設。
- 1990年（平成2年）5月24日 - 子会社ミスタージョン・エス･シー開発株式会社（現・ムービータイム）設立。
- 1996年（平成8年）1月1日 - ミスタージョン・エス・シー開発により宮脇書店のFC店舗1号店（鈴鹿店）が開店[6]。
- 1997年（平成9年）7月8日 - 株式店頭公開[7]。
- 1999年（平成11年）8月 - ジョンリホームと合併。
- 2000年（平成12年）3月 - 本部と白塚店がISO14001の認証を取得[8]。
- 2001年（平成13年）
  - 4月2日 - 株式会社コメリと資本業務提携[9]。
  - 6月 - 物流センターをコメリ三重流通センターに統合。
  - 11月 - 本部をコメリ三重流通センター内に移設。
- 2004年（平成16年）2月 - 株式交換によりコメリの完全子会社となる。上場廃止[10]。
- 2006年（平成18年）4月1日 - 株式会社コメリへ吸収合併[11]。

## 店舗
以下の店舗のうち閉店など特に注記のないものは2006年4月1日にコメリの店舗に転換している。
| 店名                            | 所在地                                              | 開店           | 増床              | 閉店                                                | 備考                                |
| ------------------------------- | --------------------------------------------------- | -------------- | ----------------- | --------------------------------------------------- | ----------------------------------- |
| 垂水店                          | 三重県津市垂水                                      | 1975年5月2日   |                   | 1996年8月                                           |                                     |
| 鈴鹿店                          | 三重県鈴鹿市飯野寺家町                              | 1977年4月23日  | 1996年3月         |                                                     |                                     |
| 松阪店                          | 三重県松阪市大黒田町                                | 1978年11月21日 | 1987年11月25日    | 2000年3月                                           | 2000年7月に宮脇書店新松阪店に転換。 |
| 四日市店                        | 三重県四日市市日永西二丁目                          | 1980年8月21日  | 1999年4月         |                                                     |                                     |
| 伊勢店                          | 三重県度会郡御薗村王中島 （現・伊勢市御薗町王中島） | 1980年10月29日 | 1997年4月11日     |                                                     |                                     |
| 白塚店                          | 三重県津市栗真中山町                                | 1981年6月      | 2002年4月         |                                                     |                                     |
| 久居店                          | 三重県久居市射場町 （現・津市久居射場町）           | 1985年5月14日  | 1990年8月10日     |                                                     |                                     |
| 星川店                          | 三重県桑名市大字星川                                | 1985年12月     |                   | 1996年9月                                           |                                     |
| 三雲店                          | 三重県一志郡三雲町大字久米 （現・松阪市久米町）     | 1990年4月      | 2003年5月         | 2003年7月11日にアテーナ三雲店に転換（現在は閉店）。 |                                     |
| 亀山店                          | 三重県亀山市和田町                                  | 1991年10月     | 2002年11月        |                                                     | 店舗面積：4,071m2                   |
| 上野店                          | 三重県上野市小田町 （現・伊賀市小田町）             | 1991年11月     |                   | 2003年9月                                           |                                     |
| 鵜方店                          | 三重県志摩郡阿児町鵜方 （現・志摩市阿児町鵜方）     | 1992年3月5日   | 1998年6月         |                                                     |                                     |
| 玉城店                          | 三重県度会郡玉城町世古                              | 1993年3月5日   | 1996年11月        |                                                     |                                     |
| 菰野店                          | 三重県三重郡菰野町永井                              | 1994年2月      |                   | 店舗面積：5,138m2                                   |                                     |
| 白子店                          | 三重県鈴鹿市江島町                                  | 1994年3月      | 1998年3月         |                                                     |                                     |
| 大台店                          | 三重県多気郡大台町佐原                              | 1995年6月5日   | 1997年4月4日      |                                                     |                                     |
| 藤方店                          | 三重県津市藤方                                      | 1995年10月17日 |                   |                                                     |                                     |
| 鳥羽店                          | 三重県鳥羽市安楽島町                                | 1996年4月11日  | 1998年11月        |                                                     |                                     |
| 大矢知店                        | 三重県四日市市大矢知町                              | 1996年9月19日  |                   |                                                     |                                     |
| 南紀店                          | 和歌山県東牟婁郡古座町姫 （現・東牟婁郡串本町姫）   | 1998年4月      |                   |                                                     |                                     |
| 熊野店                          | 三重県熊野市有馬町                                  | 1998年5月      |                   |                                                     |                                     |
| 堅田店                          | 滋賀県大津市今堅田二丁目                            | 1998年9月      | 1999年12月        |                                                     |                                     |
| 八日市店                        | 滋賀県八日市市中野町 （現・東近江市中野町）         | 1999年3月      |                   |                                                     |                                     |
| 御坊店                          | 和歌山県御坊市湯川町財部                            | 1999年5月18日  |                   |                                                     |                                     |
| 桑名店                          | 三重県桑名市大字星川                                | 1999年12月     |                   |                                                     |                                     |
| スーパーホームセンター 松阪店   | 三重県松阪市大黒田町                                | 2000年4月      | 店舗面積：7,105m2 |                                                     |                                     |
| 吉備店                          | 和歌山県有田郡有田川町熊井                          | 2000年5月      |                   |                                                     |                                     |
| スーパーホームセンター 紀ノ川店 | 和歌山県和歌山市次郎丸                              | 2000年11月     |                   |                                                     |                                     |
| 貴志川店                        | 和歌山県紀の川市貴志川町神戸                        | 2002年11月     |                   |                                                     |                                     |
| 尾鷲店                          | 三重県尾鷲市古戸野町                                | 2003年9月24日  | 店舗面積：5,841m2 |                                                     |                                     |
| 田辺店                          | 和歌山県田辺市文里一丁目                            | 2004年1月      |                   |                                                     |                                     |

このほか、1998年から1999年にかけて岩出店（和歌山県那賀郡岩出町、現・岩出市）、伊勢西インター店（三重県伊勢市宇治浦田）、彦根店（滋賀県彦根市）の出店計画があったが実現していない。
ミスタージョン・エス・シー開発株式会社が運営していた宮脇書店FC（鈴鹿店、新松阪店、上野店）は2017年中にコメリ書房に転換された。

## 財務情報
『三重県会社要覧』による財務情報を以下に示す。（△は赤字を示す）
| 決算期    | 売上高（百万円） | 税引後利益（百万円） | 備考 |
| 1994年2月 | 15,119           | 155                  |      |
| 1995年2月 | 17,100           | 217                  |      |
| 1996年2月 | 17,623           | 204                  |      |
| 1997年2月 | 19,356           | 423                  |      |
| 1998年2月 | 20,424           | 413                  |      |
| 1999年2月 | 22,274           | 375                  |      |
| 2000年2月 | 24,018           | 125                  |      |
| 2001年2月 | 24,676           | △1,264               |      |
| 2001年8月 | 13,372           | 160                  |      |
| 2002年2月 | 12,469           | 419                  |      |
| 2003年2月 | 24,951           | 428                  |      |
| --------- | ---------------- | -------------------- | ---- |